# Los engranajes
«Los engranajes» (歯車 Haguruma) es una novela del escritor japonés Akutagawa Ryunosuke. Aunque en 1927 (segundo año de la era Showa) Akutagawa se suicidó por envenenamiento, antes de morir, el primer capítulo fue publicado en la revista «Gran harmonía (大調和 Daichouwa)» y el resto se descubrió como manuscritos póstumos. Junto con «Kappa», «Vida de un idiota» y «Palabras de un enano (侏儒の言葉 Shuju no kotoba)» forma parte de las obras más representativas del autor y es la única novela verdadera encontrada entre los manuscritos póstumos. Se cree que el período tomado para escribir la obra fue del 23 de marzo de 1927 al 7 de abril del mismo año. No es una historia como tal, sino que, con un estilo jactancioso, se describen varias alucinaciones espeluznantes y delirios relacionados con ellas, que empujaron a Akutagawa a suicidarse.

## Sinopsis
Akutagawa usa la primera persona, él es el protagonista (boku, 僕 [yo]). «Yo» me encamino hacia un hotel de Tokio con propósito de asistir a la recepción de una boda de un conocido. Escucho la historia de un espectro que viste un impermeable. En lo sucesivo, cada vez que aparece un impermeable fuera de temporada, poco a poco me torno siniestro. Después de la recepción me quedo en el mismo hotel y, una vez que he comenzado a escribir una novela, me entero de que mi cuñado muere con un impermeable al ser atropellado. 
Pero no es sólo el impermeable: la venganza de Dios, un taxi amarillo, el blanco y el negro, topos, alas (de un avión), fuego, la luz roja... De noche deambulo asustado y angustiado, de un lado al otro, por las calles de Tokio ya que aparecen una y otra vez imágenes remanentes de pecados pasados y posibles premoniciones de la muerte. A veces veo, en mi campo de visión, engranajes semitransparentes que giran. Eventualmente salgo del hotel y de regreso a casa me acuesto con una jaqueca intensa, tras lo cual mi esposa me dice «Padre, tuve la sensación de que estabas por morir».
Años después, en una memoria escrita, la frase de su esposa se revelaría verdadera. 